# Les Aventures de Tom Sawyer et Huckleberry Finn
Pour plus de détails, voir Fiche technique et Distribution.
Les Aventures de Tom Sawyer et Huckleberry Finn (en russe : Приключения Тома Сойера и Гекльберри Финна) est un téléfilm pour enfants en trois parties réalisé par Stanislav Govoroukhine d'après le roman Les Aventures de Tom Sawyer de Mark Twain. Il est produit par le Studio d'Odessa pour la Télévision centrale soviétique,.

## Synopsis
Le film est adapté du roman de Mark Twain Les Aventures de Tom Sawyer. Tom Sawyer et son fidèle ami, le sans-abri Huck Finn, sont en quête d'aventure. La nuit dans le cimetière, ils assistent à un meurtre commis par Indian Joe, avec qui ils vont devoir se retrouver à la recherche d'un trésor.

## Fiche technique
- Titre du film : Les Aventures de Tom Sawyer et Huckleberry Finn
- Titre original : Priklutcheniya Toma Soïera i Gueklberri Finna
- Production : Studio d'Odessa
- Réalisation : Stanislav Govoroukhine
- Scénario : Stanislav Govoroukhine
- Photographie : Viktor Kroutine
- Directeur artistique : Valentin Guidoulianov
- Compositeur : Valeri Zoubkov (ru)
- Musique : Orchestre symphonique d'État de l'URSS pour l'art cinématographique
- Chef d'orchestre : Martin Nersessyan
- Costumes : Galina Ouvarova
- Maquillage : Mikhaïl Ferdinandov
- Son : Édouard Gontcharenko
- Montage : Valentina Oleïnik
- Format : 4:3 - couleur
- Genre : film d'aventure
- Durée : 203 minutes
- Pays d'origine :  Union soviétique
- Date de sortie : 13 mai 1986-21 mai 1986

## Distribution
- Fiodor Stoukov (ru) : Tom Sawyer
- Vladislav Galkine : Huckleberry Finn (voix: Aleksandra Nazarova)
- Maria Mironova : Becky Thatcher, fille du juge Thatcher
- Rolan Bykov : Muff Potter
- Ekaterina Vassilieva : Tante Polly
- Valentina Chendrikova (ru) : veuve Dougal
- Talgat Nigmatouline : Joe l'Indien
- Vsevolod Abdoulov (ru) : instituteur Dobbins (voix: Evgueni Vesnik)
- Vladimir Konkine : Dr Robinson
- Boris Seidenberg (ru) : juge Thatcher
- Fiodor Odinokov (ru) : fermier
- Victor Pavlov : shérif
- Valeri Roubintchik : avocat
- Karina Moritz (ru) : Mary, cousine de Tom
- Lev Perfilov : pasteur
- Igor Sorine (ru) : Joe Harper
- Zinovi Guerdt : narrateur